# Attentat de l'Amia
 (avril 2024).
L'attentat de l'Amia est une attaque à la voiture piégée perpétrée le 18 juillet 1994 à Buenos Aires, la capitale de l'Argentine, et visant un bâtiment abritant plusieurs associations juives, dont l'Association mutuelle israélite argentine (Amia). Avec un bilan de 85 morts et 230 blessés, c'est l'attentat le plus meurtrier de l'histoire du pays, mais il n'a jamais été revendiqué.
L'enquête, toujours en cours[Quand ?], a souffert de nombreuses irrégularités et a conduit à l'inculpation de plusieurs policiers argentins. En 2005, le juge fédéral Juan José Galeano, chargé de l'affaire, est démis de ses fonctions à la suite de « graves irrégularités ».
En 2006, le nouveau procureur chargé du dossier, Alberto Nisman, accuse formellement le gouvernement iranien d'être le commanditaire de l'attentat, et le Hezbollah d'en être l'auteur. Selon lui, l'Argentine aurait été visée à la suite de sa décision de suspendre son transfert de technologies nucléaires vers l'Iran. Un mandat d'arrêt international est alors réclamé à l'encontre de plusieurs hauts responsables iraniens, dont l’ancien président Hachemi Rafsandjani.
Le procureur Alberto Nisman accuse également l'ancien président argentin Carlos Menem et ses collaborateurs de l'époque d'avoir subtilisé des preuves afin de mettre hors de cause un entrepreneur argentino-syrien soupçonné d'avoir participé à la planification de l'opération. 
Alberto Nisman est retrouvé mort en janvier 2015 à son domicile dans des conditions mystérieuses. Quatre jours avant son décès, il avait incriminé l'ancienne présidente argentine Cristina Kirchner, estimant qu'elle avait favorisé l'impunité de suspects iraniens. Dans son dossier d'accusation, le magistrat n'avait finalement pas inclus cette requête.
Des membres des services de renseignement argentins semblent avoir manipulé Alberto Nisman afin de le pousser à retenir la piste iranienne, malgré le manque de preuves. Un agent du FBI américain qui a participé à l’enquête reconnait en 2020 que tout a été fait pour arriver à « une conclusion décidée à l’avance », qui arrangeait les États-Unis et Israël dans un contexte de fortes tensions avec l'Iran.

## Contexte
L'Argentine abrite depuis l'après-guerre la plus importante communauté juive d'Amérique latine. L'attentat est perpétré à Buenos Aires, capitale argentine et deuxième agglomération la plus peuplée d’Amérique du Sud après Sao Paulo. L'Argentine est alors présidée par Carlos Menem, membre du Parti justicialiste.

## Attentat
Les circonstances et les modalités de l'attentat ont été étudiées dans plusieurs ouvrages publiés en langue espagnole. Le documentaire Amia Repetita en accès libre en propose un résumé, avec des interviews aux auteurs.

## Enquête
Pendant des années, l'affaire fut marquée par des accusations de dissimulations. Aucune prise d'empreintes digitales ni d'échantillon ADN ne furent effectuées dans les décombres du bâtiment.  
En 2002, le New York Times publia un témoignage émanant d'Abdolghassem Mesbahi, qui se présente comme un ancien des services de renseignement iranien et qui est l'une des sources principales des accusations affirmant la responsabilité de l'Iran dans l'attentat. Selon ce témoignage, Téhéran avait versé 10 millions de dollars au président Menem pour qu'il fasse dévier l'enquête,. Une autre source du juge Juan José Galeano, fournie par les dirigeants du Secretaría de Inteligencia (es) (SIDE) Hugo Alfredo Anzorreguy et Juan Carlos Anchézar, était Manuchehr Motamer, un ex-fonctionnaire du ministère de la Culture iranien et ancien secrétaire de l'ayatollah Khomeini ; réfugié au Venezuela, il accusa en juillet 1994, nommément, quatre diplomates iraniens accrédités en Argentine d'avoir été impliqués dans l'attentat.
Sous le gouvernement de Néstor Kirchner, les archives des services de renseignement relatives à cette affaire sont déclassifiées et une équipe d'investigations spéciale est créée.
Le 2 septembre 2004, un premier procès s'était soldé par la relaxe de cinq Argentins soupçonnés d'avoir apporté leur aide à l'élaboration de l'attentat. Parmi les suspects figuraient plusieurs anciens membres de la police de la province de Buenos Aires, qui ont été acquittés.
En juin 2005, l'ex-commissaire Castañeda, qui travaillait depuis le début avec le juge Juan José Galeano, fut condamné à 5 ans de prison pour avoir « égaré » 60 cassettes contenant des écoutes téléphoniques de conversations de l'avocat Carlos Telleldín (es), acquitté en 2004 « faute de preuves » . Carlos Telleldín (es), par ailleurs revendeur de voitures, était accusé d'avoir vendu le 10 juillet 1994 la camionnette Renault Trafic qui fut utilisée pour l'attentat en étant piégée. Le témoignage de Telleldín avait par ailleurs été rejeté en raison des irrégularités commises par le juge Juan José Galeano, qui lui avait remis 400 000 dollars pour obtenir celui-ci. En mai 2009, la Cour suprême a cependant ordonné la réouverture de l'enquête concernant Telleldín, en décidant de retenir les éléments de l'enquête antérieurs au versement des 400 000 dollars Les audiences ont commencé le 2 décembre.2020.  
En août 2005, le juge Juan José Galeano, chargé de l'affaire, qui avait désigné comme chef de cette attaque Moshen Rabbani, conseiller culturel de l'ambassade d'Iran, fut accusé et licencié de son poste pour cause d'irrégularités et d'incompétences dans la conduite de l'enquête. Galeano était notamment accusé d'avoir versé 400 000 dollars à un témoin afin de faire changer sa déclaration pour qu'il accuse un policier. Ce témoignage douteux était le principal élément de l'enquête.
Fin juin 2013, la cour d'appel fédérale de Buenos Aires a ordonné un complément d"investigation visant le ministre de l'intérieur en poste au moment de l'attentat, Carlos Corach. Les enquêteurs affirment avoir remonté la trace du paiement de 400 000 dollars au profit de Carlos Telleldín (es) qui aurait fourni la voiture qui a été piégée pour commettre l'attentat, jusqu'à Carlos Corach. Une particularité de Carlos Corach est d'être juif.
En avril 2024, la Chambre fédérale de cassation pénale déclare que le mouvement du Hezbollah et l'Iran sont co-responsables de l'attentat de 1992 et de celui de 1994, déclarant l'Iran comme État terroriste.

## Accusations de 2005-2006
Le procureur fédéral de Buenos Aires, Alberto Nisman, affirma, le 9 novembre 2005, qu'un des auteurs de l'attentat était mort lors de l'explosion, et qu'il s'appelait Ibrahim Berro. Cette affirmation provenait du Mossad, tandis que le Hezbollah affirmait que ce dernier était mort lors d'une action au Sud-Liban . En l'absence de prélèvements effectués sur la scène du crime, cette affirmation n'a jamais été démontrée .
Le 25 octobre 2006, le procureur Nisman a officiellement accusé le gouvernement iranien et le mouvement libanais Hezbollah d'être responsables de l'attentat. Celui-ci ne résulterait que d'un seul mobile : punir l’Argentine de Carlos Menem après la suspension unilatérale en 1991 de l’assistance technologique nucléaire jusque-là accordée à l'Iran. Les services secrets israéliens et certains services occidentaux attribuent la planification de l'attentat à Imad Moughniyah, membre du Hezbollah, qui fut assassiné le 12 février 2008 dans un attentat à la voiture piégée à Damas.

## Mandat d'arrêt international
Un mandat d'arrêt international pour « crimes contre l'humanité » a donc été délivré le 9 novembre 2006 par le juge fédéral Rodolfo Canicoba Corral à l'encontre de l'ancien président Hachemi Rafsandjani et de sept autres fonctionnaires et diplomates iraniens dont l'ancien ministre de l'Information et de la Sécurité, Ali Fallahian, l'ancien ministre des Affaires étrangères Ali Akbar Velayati, deux autres anciens diplomates et un ancien responsable de la sécurité du Hezbollah[réf. incomplète].
Londres arrêta en août 2003 l'ex-ambassadeur iranien Hadi Soleimanpour, mais le relâcha en 2003 pour manque de preuves, et l'a même indemnisé pour cette détention injustifiée. Les accusations qui affirment que cet attentat a été décidé lors d'une réunion à Pashad en présence des plus hautes autorités iraniennes proviennent d'exilés opposants au régime des mollahs, et n'ont jamais pu être prouvées. Le gouvernement américain s'est immédiatement saisi du dossier pour relancer les accusations contre le programme nucléaire iranien.
En mars 2007, Interpol a émis des « notices rouges » contre Imad Fayez Mughniyeh (membre du Hezbollah mort en 2008), l'ex-ministre Ali Fallahijan, Mohsen Rabbani (imam à Buenos Aires lors de l'attentat), Ahmad Reza Asghari (en), Ahmad Vahidi (nommé ministre de la Défense en 2009) et Mohsen Rezai (ex-commandant en chef des Pasdarans), refusant toutefois de le faire à l'égard de l'ex-président iranien, Ali Rafsanjany, l'ex-ministre des Affaires étrangères Ali Akbar Velayati, et l'ancien ambassadeur à Buenos Aires, Hadi Soleimanpour.
Claudio Lifschitz, l'un des collaborateurs du juge Juan José Galeano, accusa par la suite les services secrets argentins d'avoir infiltré une cellule des services iraniens mais d'avoir pourtant laissé faire l'attentat ; il fut victime d'un tir d'arme à feu le 18 juillet 2009, date de la commémoration des 15 ans de l'attentat, mais survécut.

## Analyses
Selon Elisa Drago, de RFI, la presse argentine, de droite comme de gauche, n'est pas convaincue : par exemple, Página/12, relève qu'il est « difficile de prouver qui a été le commanditaire de l'attentat quasiment sans données sur les exécutants ».
Le journaliste Gareth Porter relève que le rapport d'inculpation lui-même tend à rendre incompréhensible la thèse iranienne. En effet, le rapport montre que la coopération s'est poursuivie, Buenos Aires continuant à livrer de l'uranium faiblement enrichi à Téhéran,,. En outre, au moment de l'attentat, des négociations pour reprendre à plein régime les trois accords de coopération nucléaire étaient en cours. L'Iran a attendu 1996 avant de déclarer qu'elle allait prendre des mesures légales contre la rupture des deux contrats avec l'Argentine.
Le quotidien conservateur La Nación souligne le manque de preuves dans l'enquête, ainsi que Pagina/12 qui notait, encore en juillet 2009, la lenteur de l'enquête.
Toutefois, la tension reste vive relativement à cet évènement, lorsque l'Argentine apprend en 2009 que l'un des protagonistes qui serait peut-être impliqué dans l'attentat, Ahmad Vahidi, a été nommé ministre de la Défense d'Ahmadinejad,.

## Piste syrienne
La « piste syrienne », rapidement abandonnée au début de l'enquête, pointait vers Alberto Jacinto Kanoore Edul, un proche de Carlos Menem, et alléguait des possibles tractations électorales entre Menem et la Syrie de Hafez el-Assad, ainsi que d'autres proches de Menem, tel le trafiquant d'armes Monser al Kassar.
Kanoore Edul avait contacté Carlos Telleldín le jour même où celui-ci livra aux suspects la camionnette utilisée pour l'attentat. La police, et en particulier Jorge « Fino » Palacios, fut accusé d'avoir pour le moins manqué de diligence dans les perquisitions effectuées à son domicile le 1er août 1994, Palacios ayant même téléphoné à deux reprises au domicile d'Edul, qui alors ne se savait pas soupçonné, avant les perquisitions. Par ailleurs, des enregistrements d'écoutes téléphoniques visant Kanoore Edul ont disparu par la suite, tandis que les écoutes ont même été suspendues, sans autorisation judiciaire, du 2 août 1994 au 23 août 1994. Or, non seulement Kanoore Edul avait-il dans son agenda les coordonnées de l'imam Mohsen Rabbani, soupçonné d'être proche de l'ambassade iranienne et d'organiser des prêches radicaux et considéré comme l'un des rares à être détenteur du titre d'ayatollah selon un rapport américain, mais le père de Jacinto Kanoore Edul, Alberto Kanoore Edul, était-il un intime de Carlos Menem, selon un dossier déclassifié de la SIDE. Le frère de Menem, Munir Menem, exerça des pressions sur le juge Juan José Galeano afin de lever la pression sur la famille Kanoore Edul, ce qui fut longtemps nié par l'intéressé.
Après avoir été enterrée, la piste a été rouverte par le juge fédéral Ariel Lijo en octobre 2009. Carlos Menem ; son frère Munir, qui était, neuf mois avant l'attentat, ambassadeur de l'Argentine en Syrie ; Juan José Galeano, qui fut le premier juge chargé de l'enquête sur l'AMIA ; Hugo Anzorregui, l'ex-directeur de la SIDE ; le tout nouveau chef de la police métropolitaine de Buenos Aires, Jorge « Fino » Palacios, qui fut contraint de démissionner en août 2009, ; l'ex-vice directeur de la SIDE Juan Anchezar et le commissaire Carlos Castañeda, qui avait travaillé avec le juge Galeano, ont été inculpés pour entrave à la justice et pour avoir empêché celle-ci de continuer ses enquêtes dans cette direction. Ils ont d'abord été appelés à témoigner, en 2008, pour cette raison, avant d'être formellement inculpés en mars 2010,,.
L'arrêt de mars 2010 concernant Menem et la piste syrienne remarque qu'il est évident que si les informations, alors détenues par les enquêteurs, concernant Kanoore Edul, étaient rendues publiques, celles-ci auraient clairement mis en danger le gouvernement Menem, puisque Edul se trouvait à l'intersection de toutes les pistes liées à l'attentat, tandis que son père était intime de la famille Menem.

## Déclarations israéliennes
En janvier 2014, Yitzhak Aviran, l'ancien ambassadeur d'Israël en Argentine, accorde un entretien à l'Agence juive d'information à Buenos Aires (Agencia Judia de Noticias, AJN) dans lequel il déclare que « La grande majorité des coupables n'est plus de ce monde, et nous l'avons fait nous-mêmes » et qu'ils « savent qui sont les auteurs ». Dans la foulée, le ministre des Affaires étrangères israélien Yigal Palmor niera ces déclarations et Yitzhak Aviran restera injoignable.

## 2015: le rebondissement
En janvier 2015, le procureur chargé de l'affaire, Alberto Nisman, accuse la présidente argentine en place, Cristina Kirchner, d'avoir levé des accusations visant à couvrir des suspects iraniens, en échange de pétrole à un prix avantageux. Le 18 janvier, le procureur en question est retrouvé mort à son domicile, une balle dans la tête, avec à ses côtés un pistolet calibre 22 qui appartenait à Diego Lagomarsino, l'informacien qu'employait le procureur Nisman. Lagomarsino a reconnu devant la justice et les médias avoir apporté son arme au procureur dans la soirée du samedi 17 janvier 2015, raison pour laquelle il a été mis en accusation pour complicité d'homicide. Sur le bureau du procureur Nisman, ont été retrouvées 300 pages de dénonciation où figurent des écoutes téléphoniques entre la présidente et les autres initiateurs du plan.
Il s'apprêtait à exposer devant la commission de législation pénale de la Chambre des députés les preuves démontrant ses accusations le 19 janvier. La mort du procureur laisse donc planer le doute quant au suicide de ce dernier. La population argentine s'est donc mobilisée dans tout le pays pour protester contre cette mort et demander justice. Le gouvernement, pour répondre à ces manifestations, a donc décidé de déclasser des informations secrètes sur les communications maintenues entre des agents de renseignements accusés par le procureur de donner des informations à l'Iran.
Santiago O'Donnell, un journaliste et écrivain qui a publié les livres Argenleaks et Politileaks, qui analysent les fuites Wikileaks concernant les politiques étrangères et nationales de l'Argentine, a déclaré que, lors de son enquête, il a trouvé des liens clairs et solides d'« amitié » entre Nisman, la CIA et l'ambassade d'Argentine à Washington, D.C.,. Selon O'Donnell, les câbles ont révélé que Nisman avait reçu une recommandation de l'ambassade des États-Unis de ne pas enquêter sur les indices syriens dans l'attentat de l'AMIA et la connexion locale de l'attaque terroriste, et qu'il devait plutôt présumer la culpabilité de suspects iraniens, même si aucun procès n'avait été mené,.
Le 7 décembre 2017, un mandat d'arrêt pour trahison est délivré contre l'ancienne présidente.
Le 28 février 2019, l'ancien président argentin Carlos Menem est acquitté d'entrave à la Justice, tout comme l'ex-président de la communauté juive, Ruben Beraja, alors que l’ancien juge d’instruction Juan José Galeano, accusé de torpiller l’enquête, est condamné à six ans de prison, et le chef du renseignement de l’époque, Hugo Anzorreguy, à quatre ans et demi.
De nombreux témoignages décrivent le procureur Nisman comme très nerveux durant les 24 heures précédant sa mort. Divers échanges recueillis par des journalistes indiquent qu'on lui avait promis des preuves de l'implication iranienne qu’il n’a jamais reçues. En outre, le procureur s’interrogeait sur la crédibilité des informations que lui avait fournies un agent, dont il apparut qu’il ne faisait pas partie des services de renseignements. Nisman semblait donc craindre avoir été victime d’une manipulation.
Un documentaire du britannique Justin Webster diffusé sur Netflix en exclusivité pour l’Argentine vient renforcer les soupçons de règlement de comptes politique. Le documentaire met en avant la personnalité d'Antonio Jaime Stiuso, homme fort des services de renseignement pendant plus de quatre décennies jusqu'à son éviction par la présidente Cristina Fernandez de Kirchner, et connu comme ayant été le principal informateur de Nisman. D'après l'expert sollicité par le journaliste, la disposition du sang au sol exclut que Nisman n’ait pas été seul au moment où la balle a été tirée.

## Décision de justice de l'Argentine en 2024
Le 12 avril 2024, la chambre fédérale de cassation pénale, plus haute juridiction pénale de l'Argentine, désigne l'Iran comme le commanditaire de l'attentat et le Hezbollah comme son auteur. L'attentat est qualifié de crime contre l'humanité et l'Iran d' « État terroriste ». Les juges estiment que l'attentat a servi de représailles contre l'Argentine, à la suite de la décision du gouvernement du président Menem d'annuler, en 1991, trois contrats de fourniture de matériel et de technologie nucléaires conclus avec l’Iran.
Cette décision de justice intervient dans le cadre du recours de la condamnation pour entrave a l'enquête a l'encontre de l'ancien juge d'instruction et de l'ancien chef des renseignements.